# 律動体操
律動体操（りつどうたいそう、朝鮮語：률동체조）は、朝鮮労働党の金正日総書記による指令により広められた朝鮮民主主義人民共和国における一般向けの体操である。

## 概要
北朝鮮での律動体操は日本におけるラジオ体操のような位置づけにあり、北朝鮮の国民の間では広く滲透している。
1993年、金正日が国民の健康促進および体育の大衆化のために製作・普及を指示したとされ、体育科学研究所の技巧種目研究室が「大衆律動体操」を皮切りに各種の律動体操を考案した。律動体操は北朝鮮に元来存在した「人民保健体操」という体操を改良したものだが、律動体操にはダンスの要素が新たに盛り込まれているという点がその改良点であった。
この体操は今日でも朝鮮中央テレビなどで時折放送されている。なお、体操に用いられている楽曲を演奏するのはワンジェサン軽音楽団である（幼稚園律動体操を除く）。
日本では、日本テレビ制作の教養バラエティ番組『ブラックワイドショー』にて、軽快な音楽に合わせて律動体操を披露する北朝鮮における老若男女の映像が取り上げられ、視聴者からの反響を呼び有名となった。
韓国ドラマ「愛の不時着」1話にて大衆律動体操を踊る住民の様子が描かれている。

## 種類
律動体操は、年齢層別に以下の4種類が存在する。
- 幼稚園律動体操（유치원 률동체조） - 原曲は『우리도 소년장수（僕たちも少年将帥）』[6]
- 少年律動体操（소년 률동체조） - 原曲は『우리의 아버진 김정일원수님（我らの父は金正日元帥様）』[7][8]
- 大衆律動体操（대중 률동체조）- 原曲は『우린 사랑한다（我らは愛する）』[9][10]
- 老人律動体操（로인 률동체조） - 原曲は『그때처럼 우리가 살고있는가（あの頃のように我らが生きているのか）』[11]

また、これら律動体操の他に「テコンドー体操」という体操も普及している。